# Emmanuel Taché de La Pagerie
Pour les articles homonymes, voir Taché.
Ne doit pas être confondu avec Famille Tascher de La Pagerie.
Emmanuel Taché, dit Emmanuel Taché de La Pagerie,, né le 20 février 1975 à Montreuil (Seine-Saint-Denis), est un homme politique français.
Membre du Rassemblement national depuis 2012, il est élu député dans la 16e circonscription des Bouches-du-Rhône lors des élections législatives de 2022. Il siège au sein du groupe RN et est membre de la commission des Affaires sociales de l'Assemblée nationale.
Il a été conseiller municipal de Palaiseau de 1995 à 2001.

## Biographie

### Vie privée
Emmanuel Taché est né le 20 février 1975 à Montreuil.
Il est pacsé avec Sébastien Chenu, député du Nord et porte-parole du Rassemblement national, devenu par ailleurs vice-président de l'Assemblée nationale à la suite des élections législatives de 2022. Aux côtés de ce dernier, Emmanuel Taché est également l'un des fondateurs de l'association de défense des droits LGBT GayLib.
Il est chroniqueur sur le site web « Particule Deluxe », qu’il a créé, et assure quelques pages « consommation » dans le magazine Télé Star.

### Parcours politique
Adhérent du RPR puis de l'UMP, il est assistant parlementaire de la députée UMP du Calvados, Brigitte Le Brethon. Il est conseiller municipal de Palaiseau de 1995 à 2001.
Il a participé aux deux campagnes présidentielles de Nicolas Sarkozy.
En 2012, il rejoint le Front national, devenu Rassemblement national en 2018.
Il est de 2018 à 2021 collaborateur du groupe des eurodéputés RN au Parlement européen, en tant que chargé de la communication. En 2021 et 2022, il est agent contractuel au conseil régional des Hauts-de-France.
Le 19 juin 2022, au second tour des élections législatives, il est élu député dans la seizième circonscription des Bouches-du-Rhône avec 54,94 % des voix, face au candidat de la coalition de gauche NUPES, Christophe Caillault, issu du Parti socialiste,.
Il est réélu député lors des élections législatives de 2024.

## Prises de position
À l'occasion d'un épisode de l'émission Circo diffusé sur La Chaîne parlementaire le 5 novembre 2022, intitulé Emmanuel Taché de La Pagerie, un député dans l'arène et consacré à la tauromachie et au débat autour de l'interdiction des corridas en France, le député explique sa position en faveur du maintien d'une pratique qu'il qualifie de « réalité économique, sociale, culturelle et rurale ».

## Plainte pour usurpation de nom et de particule
En 2022, il se voit assigné à comparaître à la suite d'une plainte émanant des trois derniers membres de la famille Tascher de La Pagerie. En effet, celui-ci utilise la particule et le nom « de La Pagerie » sans droit ni titre par homophonie à son nom « Taché » et porterait préjudice aux vrais descendants de la famille noble par le risque d'amalgame ainsi induit,.

## Polémiques
Référent égalité Homme Femme du groupe Rassemblement national, il est candidat à la présidence puis à la vice-présidence de la Délégation aux droits des femmes et à l’égalité des chances entre les hommes et les femmes, mais s’énerve d’avoir raté le poste et lance l’invective « Bonne partouze ! ». En réaction, plusieurs députées dont Marie-Charlotte Garin, ainsi que la présidente élue Véronique Riotton annoncent saisir le Bureau de l'Assemblée en vue d'une sanction. Sandra Regol « indique qu’il y a sous-texte dont on ne sait pas s’il est lesbophobe ou misogyne ou les deux ».

## Distinctions
- Chevalier de l'ordre des Arts et des Lettres (arrêté du 4 janvier 2010)[12].